# Mahdi al-Harati
Mahdi al-Harati (in arabo المهدي الحاراتي‎?; 1973) è un guerrigliero, rivoluzionario e politico libico con cittadinanza irlandese.
Sindaco di Tripoli tra il 2014 e il 2015, ha combattuto sia nella prima guerra civile libica del 2011 contro Muʿammar Gheddafi sia nella guerra civile siriana contro Bashar al-Assad, venendo ribattezzato come il Che Guevara libico. I governi di Arabia Saudita, Bahrein, Egitto ed Emirati Arabi Uniti lo considerano parte di gruppi terroristici islamisti sostenuti dal Qatar.

## Biografia
È nato nella Libia socialista intorno al 1973 in una famiglia con tendenze anti-Gheddafi, subendo torture all'età di 14 anni. Pochi anni dopo si è trasferito in Irlanda dove ha abitato a Firehouse, nei pressi di Tallaght; in Irlanda ha sposato una donna irlandese con padre libico ed è stato insegnante di arabo per diversi anni. Nell'aprile 2010 fu tra i fermati dalle Forze di difesa israeliane nell'incidente della Freedom Flotilla, che tentò di forzare il blocco israeliano sulla striscia di Gaza, risultando ferito e imprigionato per almeno nove giorni a Tel Aviv. Successivamente fu portato in Turchia, dove divenne celebre uno scatto in cui viene ritratto mentre bacia la testa del Primo ministro turco Recep Tayyip Erdoğan in visita nell'ospedale Atatürk di Ankara.
Nel febbraio 2011 è tornato in Libia, richiamato dal cognato e amico Housam al-Najjar, per fondare una brigata e combattere nella guerra civile contro Muʿammar Gheddafi. Si adoperò per riunire altri libici espatriati e propose tale idea al Consiglio nazionale di transizione, che approvò la costituzione della brigata, denominata brigata rivoluzionaria di Tripoli, che in pochi giorni risultò composta da circa 150 persone; alcuni di essi furono addestrati, secondo alcune fonti, dalle Forze speciali del Qatar a Nalut. La brigata combatté nella battaglia di Tripoli e fu la prima unità a penetrare nella base di Bāb al-ʿAzīziyya. Durante i combattimenti è stato ferito da una scheggia ad una gamba. Nel luglio 2011 la sua casa irlandese è stata bersaglio di una rapina nella quale sono scomparsi 200 000 euro (in banconote da 500 euro) che, in una prima versione poi ritrattata dallo stesso al-Harati, gli sarebbero stati dati dalla Central Intelligence Agency (CIA) statunitense per contribuire allo smantellamento del regime di Gheddafi.
Nell'aprile 2012 ha fondato e guidato la milizia internazionale islamista salafita Liwaa al-Umma nella guerra civile siriana contro Bashar al-Assad; la milizia, che secondo l'Irish Times contava circa 6 000 componenti (per il 90% siriani), si è successivamente unità all'Esercito siriano libero.
Nell'agosto 2014 il consiglio comunale di Tripoli lo ha eletto sindaco, carica ricoperta fino al 20 agosto 2015, data in cui è stato rimosso dal suo ufficio dalla maggioranza dello stesso consiglio comunale poiché giudicato incapace di amministrare la città.
Trasferitosi a Malta, nel gennaio 2017 è stato coinvolto nell'accoltellamento ai danni di un altro cittadino libico, risultato lievemente ferito, durante un alterco con altri due connazionali a Gżira.